# 캐세이드래곤 항공의 운항 노선
아래는 캐세이드래곤 항공의 취항지 목록이다. (2016년 11월 기준)

## 운항 노선

### 아시아

#### 동아시아
- 대한민국
  - 부산 - 김해국제공항- (2020년 3월 31일간 중단)
  - 제주 - 제주국제공항- (2020년 3월 31일간 중단)
- 중화인민공화국
  - 베이징 - 베이징 서우두 국제공항
  - 상하이 - 상하이 푸동 국제공항
  - 상하이 - 상하이 훙차오 국제공항
  - 광저우 - 광저우 바이윈 국제공항
  - 구이린 - 구이린 량장 국제공항
  - 난징 - 난징 루커우 국제공항
  - 닝보 - 닝보 리스 국제공항
  - 샤먼 - 샤먼 가오치 국제공항
  - 싼야 - 싼야 피닉스 국제공항
  - 시안 - 시안 셴양 국제공항
  - 우한 - 우한 톈허 국제공항
  - 원저우 - 원저우 용창 국제공항
  - 정저우 - 정저우 신정 국제공항
  - 청두 - 청두 솽류 국제공항
  - 창사 - 창사 황화 국제공항
  - 충칭 - 충칭 장베이 국제공항
  - 칭다오 - 칭다오 류팅 국제공항
  - 쿤밍 - 쿤밍 창슈이 국제공항
  - 푸저우 - 푸저우 창러 국제공항
  - 하이커우 - 하이커우 메이란 국제공항
  - 항저우 - 항저우 샤오산 국제공항
- 홍콩
  - 홍콩 - 홍콩 첵랍콕 국제공항 허브
- 일본
  - 도쿄 - 하네다 국제공항
  - 고마쓰 - 고마쓰 공항 전세편
  - 도쿠시마 - 도쿠시마 공항 계절편
  - 오키나와 - 나하 공항
  - 후쿠오카 - 후쿠오카 공항
- 중화민국
  - 타이베이 - 타이완 타오위안 국제공항
  - 가오슝 - 가오슝 국제공항
  - 타이중 - 타이중 국제공항

#### 동남아시아
- 말레이시아
  - 쿠알라룸푸르 - 쿠알라룸푸르 국제공항
  - 페낭 - 페낭 국제공항
- 미얀마
  - 양곤 - 양곤 국제공항
- 베트남
  - 하노이 - 노이바이 국제공항
  - 다낭 - 다낭 국제공항
- 인도네시아
  - 덴파사르 - 응우라라이 국제공항
  - 메단 - 쿠알라나무 국제공항
- 태국
  - 치앙마이 - 치앙마이 국제공항
  - 푸켓 - 푸켓 국제공항
- 캄보디아
  - 프놈펜 - 프놈펜 국제공항
  - 씨엠립 - 씨엠립 국제공항
- 필리핀
  - 다바오 - 프란시스코 방고이 국제공항
  - 클라크 - 클라크 국제공항

#### 남아시아
- 네팔
  - 카트만두 - 트리부반 국제공항
- 방글라데시
  - 다카 - 샤잘랄 국제공항
- 인도
  - 벵갈로르 - 벵갈루루 국제공항
  - 콜카타 - 네타지 수바스 찬드라 보스 국제공항

## 단항 노선

### 아시아

#### 동아시아
- 중화인민공화국
  - 다롄 - 다롄 저우수이쯔 국제공항
  - 선양 - 선양 타오셴 국제공항
  - 톈진 - 톈진 빈하이 국제공항
- 홍콩
  - 홍콩 - 홍콩 카이탁 국제공항
- 일본
  - 도쿄 - 나리타 국제공항
  - 센다이 - 센다이 공항 전세편
  - 오사카 - 간사이 국제공항 - (화물편 노선)
  - 히로시마 - 히로시마 공항

#### 동남아시아
- 말레이시아
  - 코타키나발루 - 코타키나발루 국제공항
  - 쿠칭 - 쿠칭 국제공항
- 태국
  - 방콕 - 돈므앙 국제공항
- 필리핀
  - 마닐라 - 니노이 아키노 국제공항

#### 서남아시아
- 아랍에미리트
  - 두바이 - 두바이 국제공항 - (화물편 노선)

### 유럽

#### 서유럽
- 영국
  - 런던 - 런던 스텐스테드 국제공항 - (화물편 노선)
  - 맨체스터 - 맨체스터 공항 - (화물편 노선)
- 독일
  - 프랑크푸르트 - 프랑크푸르트 국제공항 - (화물편 노선)

### 아메리카

#### 북아메리카
- 미국
  - 뉴욕 - 존 F. 케네디 국제공항 - (화물편 노선)